# Трейлл (округ)
Округ Трейлл (англ. Traill County) располагается в штате Северная Дакота, США. Официально образован 12 января 1875 года. По состоянию на 2013 год, численность населения составляла 8245 человек.

## География
По данным Бюро переписи США, общая площадь округа равняется 2 235,172 км2, из которых 2 232,582 км2 — суша, и 0,600 км2, или 0,080 % — это водоёмы.

## Население
По данным переписи населения 2010 года в округе проживает 8121 жителей в составе 3341 домашних хозяйств и 2231 семей. Плотность населения составляет 4,00 человека на км2. На территории округа насчитывается 3708 жилых строений, при плотности застройки около 2,00-х строений на км2. Расовый состав населения: белые — 97,31 %, афроамериканцы — 0,11 %, коренные американцы (индейцы) — 0,94 %, азиаты — 0,15 %, гавайцы — 0,01 %, представители других рас — 0,96 %, представители двух или более рас — 0,52 %. Испаноязычные составляли 2,18 % населения независимо от расы.
В составе 30,90 % из общего числа домашних хозяйств проживают дети в возрасте до 18 лет, 58,00 % домашних хозяйств представляют собой супружеские пары, проживающие вместе, 5,40 % домашних хозяйств представляют собой одиноких женщин без супруга, 33,20 % домашних хозяйств не имеют отношения к семьям, 29,30 % домашних хозяйств состоят из одного человека, 15,10 % домашних хозяйств состоят из престарелых (65 лет и старше), проживающих в одиночестве. Средний размер домашнего хозяйства составляет 2,41 человека, и средний размер семьи 3,00 человека.
Возрастной состав округа: 24,80 % — моложе 18 лет, 9,70 % — от 18 до 24, 24,80 % — от 25 до 44, 21,60 % — от 45 до 64, и 21,60 % — от 65 и старше. Средний возраст жителя округа — 39 лет. На каждые 100 женщин приходится 100,80 мужчин. На каждые 100 женщин старше 18 лет приходится 97,90 мужчин.
Средний доход на домохозяйство в округе составлял 37 445 USD, на семью — 45 852 USD. Среднестатистический заработок мужчины был 30 138 USD против 20 583 USD для женщины. Доход на душу населения составлял 18 014 USD. Около 6,40 % семей и 9,20 % общего населения находились ниже черты бедности, в том числе — 9,60 % молодежи (тех, кому ещё не исполнилось 18 лет) и 8,10 % тех, кому было уже больше 65 лет.